# Калантарян, Рубина Рубеновна
Руби́на Рубе́новна Калантаря́н (1 мая 1925, Эривань — 15 июля 2024, Санкт-Петербург) ― советская армянская и российская певица, заслуженная артистка Армянской ССР (1974), народная артистка Российской Федерации (1995), кавалер Орденов Дружбы (2000) и Почёта (2005), солистка «Артагентства» Союза концертных деятелей Санкт-Петербурга.

## Биография
Родилась 1 мая 1925 года в городе Эривань (Армянская ССР в составе ЗСФСР, ныне Республика Армения) в семье учёных.
В 1939 году родители Рубины были репрессированы. В возрасте восьми лет она стала солисткой хора Радиокомитета Армянской ССР, в 13 лет начала работать в нотной библиотеке Ереванской консерватории.
В 1945 году поступила в Ленинградскую государственную консерваторию имени Н. А. Римского-Корсакова, которую окончила в 1950 году. Обладала певческим голосом «колоратурное сопрано». Этот голос в две с половиной октавы позволял ей в дальнейшем исполнять партии Марфы в «Царской невесте», Розины в «Севильском цирюльнике», Сюзанны в «Свадьбе Фигаро» и др.
Ещё во время учёбы в консерватории принимала участие в авторских концертах композиторов Василия Соловьева-Седого, Георгия Носова и Давида Прицкера. Получив диплом консерватории, непродолжительное время работала в Государственном академическом Малом оперном театре (ныне Санкт-Петербургский государственный академический театр оперы и балета им. М. П. Мусоргского — Михайловский театр).
С 1950-х годов певица Калантарян выступала в системе Ленинградской гастрольно-концертной организации (Ленконцерт): сотрудничала с музыкальными коллективами Павла Рудакова и Вениамина Нечаева, музыкальным ансамблем под руководством Ореста Кандата.
В 1959 году представила свою первую сольную программу ― «Вечер русского романса».

Романс считался в то время жанром почти запрещённым. Официальный мотив к этому был таков: упаднические настроения, белогвардейщина. Однако Рубине Рубеновне удалось сделать русские романсы основной частью своего репертуара, начиная с 1959 года и по сей день. Певица считает, что это совершенно особый жанр. Его понимают и принимают даже те люди, которые не знают русского языка, которые не могут понять смысла слов. Главное, это искренность, эмоциональность и душевная чистота исполнителя.— 
В последующие годы Рубина Калантарян регулярно исполняла романсы, а также песни военных лет, современные эстрадные композиции, классические оперные партии. Регулярно гастролировала по республикам Советского Союза и зарубежным странам.
После землетрясения в Спитаке (Армения) в декабре 1988 года выпустила песенную программу «Армения, боль и любовь моя» и выступала с ней в районах республики, пострадавших от природного бедствия.
В начале 1990-х годов руководила творческой мастерской эстрадного искусства при Ленконцерте. В дальнейшем вела вокальные классы при Союзе концертных деятелей Санкт-Петербурга, входила в состав правления данной организации.
За большой вклад в развитие многонационального песенного искусства Указом Президента России в 1995 году Рубина Рубеновна Калантарян была удостоена почётного звания «Народная артистка Российской Федерации». В 2000 году награждена Орденом Дружбы, в 2005 году ― Орденом Почёта (2005).
Рубина Калантарян скончалась 15 июля 2024 года в Санкт-Петербурге после неожиданного резкого ухудшения здоровья в возрасте 99 лет. Похоронена на Смоленском армянском кладбище Санкт-Петербурга.

## Награды и звания
- Орден Почёта (27 декабря 2005) — за заслуги в области культуры и искусства, многолетнюю плодотворную работу[4]
- Орден Дружбы (4 июля 2000) — за заслуги перед государством, многолетнюю плодотворную деятельность в области культуры и искусства, большой вклад в укрепление дружбы и сотрудничества между народами[5]
- Народная артистка Российской Федерации (30 мая 1995) — за большие заслуги в области искусства[6]
- Заслуженная артистка Армянской ССР (1974)[7]
- Удостоена звания «Совершенный человек» Всемирной академии науки, культуры и искусства (ЮНЕСКО)
- Дипломант конкурса «Золотой голос» по программе РАН «Человек года» (1999)
- Лауреат премии правительства Санкт-Петербурга в области литературы, искусства и архитектуры (2000)
- Орден «Созидатель Петербурга»
- Статуэтка «Золотой голос России»
- Неоднократно становилась «Человеком года» и получила государственную премию города Санкт-Петербурга.

## Общественная деятельность
- Член правлений Международного союза деятелей эстрадного искусства
- Член союза концертных деятелей Санкт-Петербурга
- Член правления всемирного клуба петербуржцев
- Член Армянского церковного совета
- С 1992 года руководила вокальной студией при Союзе концертных деятелей Санкт-Петербурга.